# باتیک (مجارستان)
باتْیْک (به مجاری: Batyk) یک شهرداری در مجارستان است که در ناحیه زالاسنت‌گروت واقع شده‌است. باتیک ۸٫۰۹ کیلومتر مربع مساحت و ۴۰۹ نفر جمعیت دارد.